# Nuvolera
Nuvolera est une commune italienne de la province de Brescia, dans la région Lombardie.

## Administration
| Période                                  | Période | Identité       | Étiquette     | Qualité |
| ---------------------------------------- | ------- | -------------- | ------------- | ------- |
| 1995                                     | 2004    | Walter Zanoni  | civique liste |         |
| 2004                                     | 2014    | Luciana Sgotti | civique liste |         |
| Les données manquantes sont à compléter. |         |                |               |         |

### Communes limitrophes
Bedizzole, Botticino, Mazzano, Nuvolento, Rezzato, Serle